# Ministerstvo zahraničních věcí (Nizozemsko)
Ministerstvo zahraničních věcí (nizozemsky: Ministerie van Buitenlandse Zaken; BZ) je nizozemské ministerstvo odpovědné za zahraniční vztahy, zahraniční politiku, mezinárodní rozvoj, mezinárodní obchod, diaspory a záležitosti týkající se Evropské unie, NATO a Beneluxu. Ministerstvo bylo vytvořeno v roce 1798 jako ministerstvo zahraničních věcí Batavské republiky. V roce 1876 se stalo ministerstvem zahraničních věcí.
Ministr zahraničních věcí je vedoucím ministerstva a členem nizozemského kabinetu, úřadujícím zastupujícím ministrem je Wopke Hoekstra. Ministr zahraničního obchodu a rozvojové spolupráce je ministrem bez portfeje v rámci Ministerstva zahraničních věcí, jeho úřadující ministryní je Liesje Schreinemacherová.

## Historie
Ministerstvo bylo vytvořeno v roce 1798 jako ministerstvo zahraničních věcí. Od roku 1965 je v každé vládě s výjimkou prvního Balkenendeho kabinetu a prvního Rutteho kabinetu jmenován zvláštní ministr pro mezinárodní rozvoj.

## Povinnosti
Ministerstvo je odpovědné za zahraniční vztahy Nizozemska a jeho povinnosti jsou následující:
- udržovat vztahy s jinými zeměmi a mezinárodními organizacemi
- podporovat spolupráci s jinými zeměmi
- pomoci rozvojovým zemím urychlit jejich sociální a ekonomický rozvoj prostřednictvím mezinárodní spolupráce
- prosazovat zájmy nizozemských státních příslušníků a Nizozemska v zahraničí
- shromažďovat informace o jiných zemích a mezinárodním vývoji pro vládu a další zainteresované strany
- poskytovat informace o nizozemské politice a postoji Nizozemska k mezinárodním otázkám a vývoji
- představit Nizozemsko světu
- řešit žádosti a problémy cizinců žijících v Nizozemsku nebo usilujících o vstup nebo opuštění země

## Organizace
Politické vedení ministerstva zajišťuje ministr zahraničních věcí a ministr zahraničního obchodu a rozvojové spolupráce. Ministerstvo se skládá ze čtyř generálních ředitelství, která se zabývají konkrétní oblastí politiky:
- Generální ředitelství pro politické záležitosti se zabývá mírem, bezpečností a lidskými právy. Patří sem Společná zahraniční a bezpečnostní politika EU, politická role NATO, Organizace spojených národů a pokyny pro velvyslanectví a další diplomatické mise.
- Generální ředitelství pro evropskou spolupráci se zabývá Evropskou unií. Zodpovídá za vztahy Nizozemska se členy EU a kandidátskými zeměmi. Koordinuje také politiku v jiných regionálních organizacích, jako je Rada Evropy, OECD a Benelux.
- Generální ředitelství pro mezinárodní spolupráci je odpovědné za mezinárodní rozvoj v souladu se čtyřmi nizozemskými prioritami, kterými jsou voda, bezpečnost a právní stát, potravinová bezpečnost a sexuální a reprodukční zdraví a práva.
- Generální ředitelství pro zahraniční ekonomické vztahy prosazuje zájmy nizozemských podniků v zahraničí a pomáhá utvářet nizozemský příspěvek ke světovému hospodářskému řádu.

Nizozemsko má asi 140 diplomatických misí v zahraničí, viz seznam diplomatických misí Nizozemska.